# Weinbau in den Niederlanden

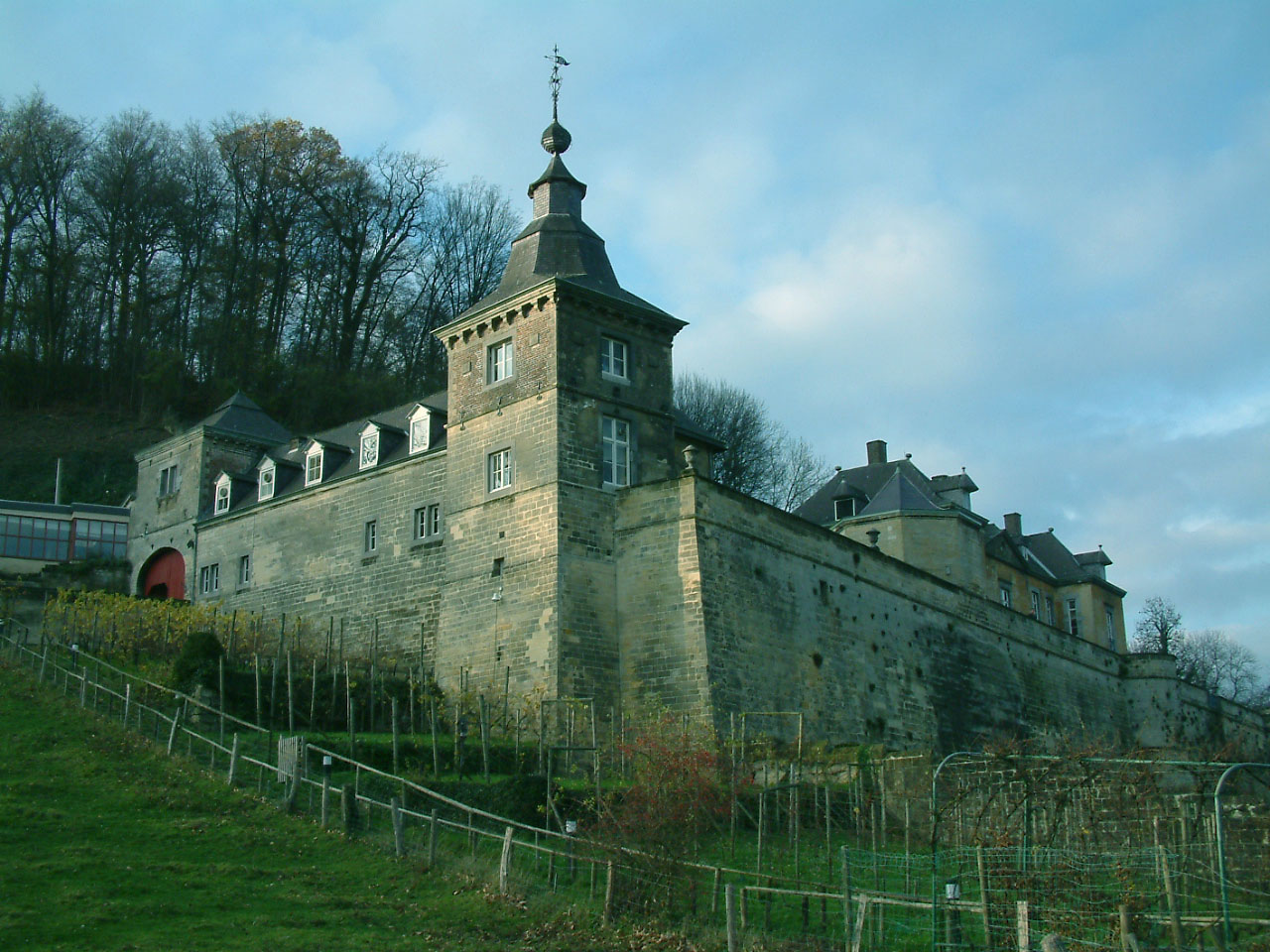
Weinberg unterhalb von Schloss Neercanne bei Maastricht

Der Weinbau in den Niederlanden wird seit den 1970er Jahren in bescheidenem Umfang betrieben.

## Geschichte
Der Weinbau in den Niederlanden wurde erstmals für das Jahr 968 n. Chr. belegt, es wird aber vermutet, dass schon die Römer erfolgreich Wein auf dem Gebiet der heutigen Niederlande anbauten. Im Mittelalter konzentrierte sich der Weinbau hauptsächlich auf die weit südlich gelegene Region um Maastricht sowie die Hänge von Maas und Göhl. Die Einführung des Bieres, das sich verschlechternde Klima im Zuge der Kleinen Eiszeit, die Reblaus sowie die Eroberung der Niederlande durch Napoleon machten den Weinbau praktisch zunichte, der letzte Weinberg bei Maastricht wurde allerdings erst 1946 aufgegeben.
In den 1970er Jahren erlebte der Weinbau in den Niederlanden eine Renaissance, auch bedingt durch das günstigere Klima infolge des Klimawandels.

## Weinlagen
Im Jahr 2020 wurde auf 135 Einzellagen mit einer Gesamtfläche von 250 ha Wein angebaut, die Produktion beläuft sich auf rund 1,2 Millionen Flaschen Wein. Die Weinlagen sind über das ganze Land verteilt, konzentrieren sich aber hauptsächlich auf die südlichen Provinzen Limburg und Gelderland. Die Weinbauregionen der Niederlande werden innerhalb der EU der Weinbauzone A zugerechnet.
Seit 2003 werden die besten Weine in den Niederlanden durch die Stichting Wijninstituut Nederland ausgezeichnet. Seit 2012 werden auch belgische Weine durch das Institut bewertet.

## Rebsorten
Ein Gesetz von 2009 regelt, welche Rebsorten auf dem Gebiet der Niederlande angebaut werden dürfen. Es werden bevorzugt Rebsorten angebaut, die an das kühle Klima der Niederlande angepasst sind, dazu zählen unter den weißen Sorten Riesling und Müller-Thurgau, unter den roten Sorten Spätburgunder. Neben den amtlich zugelassenen Sorten werden versuchsweise die Sorten Cabernet Cantor, Cabernet Cortis, Cabertin, Pionotin, Monarch, Baron, Souvignier gris, Acolon, Cabernet Blanc und Riesel angepflanzt.
Folgende Rebsorten sind gemäß Verordnung für den Weinbau zugelassen (HPA Verordening Wijn 2009):

### Weiß
Auxerrois, Bacchus, Bianca, Chardonnay, Faber, Gewürztraminer, Hölder, Huxelrebe, Johanniter, Juwel, Kerner, Kernling, Merzling, Morio-Muskat, Müller-Thurgau, Orion, Ortega, Phoenix, Pinot Blanc, Pinot Gris / Ruländer, Rayon d’or, Reichensteiner, Riesling, Sauvignon blanc, Scheurebe, Schönburger, Seyval, Siegerrebe, Silcher, Solaris, Sylvaner, Wurzer.

### Rot
Cabernet Franc, Domina, Dornfelder, Dunkelfelder, Florental, Frühburgunder, Gamay, Landal 244, Léon Millot, Maréchal Foch, Meunier, Pinot noir, Plantet, Portugieser, Regent, Rondo, Saint-Laurent, Triomphe d’Alsace, Zweigeltrebe.